# Nicole Maurey
Pour les articles homonymes, voir Maurey.
Nicole Maurey est une actrice française ancienne élève du Conservatoire national supérieur d'art dramatique, née le 20 décembre 1926 à Bois-Colombes et morte le 11 mars 2016  à Versailles. Elle est peut-être la seule actrice européenne[réf. souhaitée] à avoir rempli, année après année, le fameux contrat de sept ans avec Hollywood, de Le Petit Garçon perdu (George Seaton, 1953) à Une seconde jeunesse (Blake Edwards, 1960), tous deux avec Bing Crosby. Elle eut aussi pour partenaires Robert Taylor, Charlton Heston, Alec Guinness, Rex Harrison, Danny Kaye, Curd Jürgens et Mickey Rooney. Elle devait jouer Catherine de Médicis aux côtés de Roger Moore dans Diane de Poitiers (David Miller, 1955) mais fut remplacée par l'Italienne Marisa Pavan.

## Biographie
Elle commence par la danse, mais passe au cinéma en 1944 avec le rôle-vedette à dix-sept ans du film Blondine d'Henri Mahé. Après avoir travaillé avec Robert Bresson et Sacha Guitry, elle est sollicitée par Hollywood dans les années 1950, et est à l'affiche avec Bing Crosby dans Le Petit Garçon perdu en 1953, Charlton Heston dans Le Secret des Incas, Danny Kaye dans Moi et le colonel en 1958 et Robert Taylor dans La Maison des sept faucons.
Elle s'installe en Grande-Bretagne dans les années 1960, et apparaît dans quelques films. Dans cette période, son film le plus notable est un classique de la science-fiction La Révolte des Triffides ((en) The Day of the Triffids) de Steve Sekely, en 1962.
De retour en France, on la voit essentiellement dans des téléfilms jusqu'au milieu des années 1980 dont  Joseph Balsamo, Les Nuits de la colère d'après la pièce d'Armand Salacrou  et La Demoiselle d´Avignon où son amie et camarade du Conservatoire Frédérique Hébrard lui écrit sur mesure le rôle de Nicole, Ministre de la Joie de Vivre. Elle est décédée à l’âge de 89 ans et est incinérée au crématorium du cimetière de la Porte de Trivaux à Clamart.

## Filmographie
- 1945 : Blondine d'Henri Mahé (Blondine)
- 1945 : Paméla de Pierre de Hérain (Mme Royale)
- 1945 : Le cavalier noir de Gilles Grangier (Solange)
- 1949 : La Bataille du feu de Maurice de Canonge (Anne-Marie)
- 1951 : Journal d'un curé de campagne de Robert Bresson (Mlle Louise)
- 1952 : Rendez-vous à Grenade de Richard Pottier (Manina)
- 1953 : L'Ennemi public numéro un d'Henri Verneuil (Peggy)
- 1953 : Le Dernier Robin des Bois d'André Berthomieu (Isabelle Delorme)
- 1953 : Les Compagnes de la nuit de Ralph Habib (Yvonne Leriche)
- 1953 : Opération Magali de László V. Kish (Manon)
- 1953 : Le Petit Garçon perdu (Little Boy Lost) de George Seaton (Lisa Garret)
- 1954 : Si Versailles m'était conté... de Sacha Guitry (Mademoiselle de Fontanges)
- 1954 : Secret of the Incas (Elena Antonescu)
- 1954 : L'Œil en coulisses (Annette Durand)
- 1955 : The Ford Television Theatre (en), série télévisée (1 épisode : "Tomorrow We'll Love", Denise)
- 1955 : Napoléon de Sacha Guitry (Mme Tallien)
- 1955 : Un mari presque fidèle (The Constant Husband) de Sidney Gilliat (Lola)
- 1955 : Casablanca, série télévisée (1 épisode : "Black Market Operation", Denise)
- 1956 : The Bold and the Brave de Lewis R. Foster (Fiamma)
- 1956 : Section des disparus de Pierre Chenal (Diana Lander)
- 1957 : Action immédiate de Maurice Labro (Diana)
- 1957 : The Weapon de Val Guest (Vivienne)
- 1957 : Rogue's Yarn de Vernon Sewell (Michele Cartier)
- 1958 : Me and the Colonel de Peter Glenville (Suzanne Roualet)
- 1959 : Le Bouc émissaire de Robert Hamer (Bela)
- 1959 : Violence au Kansas de Melvin Frank (Jeanne Dubois)
- 1959 : The House of the Seven Hawks de Richard Thorpe (Constanta Sluiter)
- 1960 : High Time de Blake Edwards (Prof. Hélène Gauthier)
- 1961 : His and Hers de Brian Desmond Hurst (Simone Rolfe)
- 1961 : 'Don't Bother to Knock de Cyril Frankel (Lucille)
- 1962 : The Very Edge de Cyril Frankel (Helen)
- 1964 : Avatar de Lazare Iglesis
- 1965 : Pleins feux sur Stanislas de Jean-Charles Dudrumet (Claire)
- 1966 : Sale temps pour les mouches... de Guy Lefranc (Eva Delagrange)
- 1966 : Rouletabille d'Yves Boisset, (épisode Le parfum de la dame en noir) (série TV) : Mathilde Stengerson)
- 1966 : La Morale de l'histoire, téléfilm de Claude Dagues
- 1967 : Champion House, série télévisée anglaise (Michele Champion)
- 1970 : Noële aux quatre vents, série télévisée d'Henri Colpi (Lisette Andrieux)
- 1971 : Mon seul amour, série télévisée de Robert Guez (Claude)
- 1972 : La Demoiselle d'Avignon, série télévisée de Michel Wyn (Nicole, "ministre de la joie de vivre")
- 1972 : Joseph Balsamo d'André Hunebelle
- 1972 : Les Évasions célèbres, épisode L'étrange trépas de Monsieur de la Pivardière : (Mme de Boislinard)
- 1972 : Le Grillon du foyer, téléfilm de Jean-Paul Carrère (Dot)
- 1972 : La vie et la passion de Dodin-Bouffant, téléfilm d'Edmond Tiborovsky (Pauline)
- 1972 : Au théâtre ce soir : Histoire d'un détective de Sidney Kingsley, mise en scène Jean Meyer, réalisation Pierre Sabbagh, Théâtre Marigny (Mary McLaren)
- 1973 : Les Nuits de la colère, téléfilm de Jean-Paul Carrère (Louise)
- 1973 : Le Provocateur, série télévisée de Bernard Toublanc-Michel (Gisèle Charmoy)
- 1973 : Une atroce petite musique, téléfilm de Georges Lacombe (Irène Musselet)
- 1973 : Marie Dorval, téléfilm de Pierre Badel (Mademoiselle Mars)
- 1973 : Les Écrivains (du roman de Michel de Saint Pierre), téléfilm de Robert Guez (Eve)
- 1973 : Lucien Leuwen, téléfilm de Claude Autant-Lara : (Mme Leuwen)
- 1974 : Au théâtre ce soir : Le Procès de Mary Dugan de Bayard Veiller, mise en scène André Villiers, réalisation Georges Folgoas, Théâtre Marigny Mme Rice
- 1974 : La Passagère, d'Abder Isker : (Catherine Caron)
- 1976 : Comme du bon pain, série télévisée de Philippe Joulia (Madeleine Rivard)
- 1977 : La lune papa, série télévisée de Jean-Paul Carrère (Mme Marchandou)
- 1977 : Recherche dans l'intérêt des familles de Philippe Arnal
- 1977 : Gloria de Claude Autant-Lara (Alice)
- 1980 : La Vie des autres : Le secret des Valaincourt, d'Emmanuel Fonlladosa, série télévisée
- 1981 : Sunday Night Thriller, série télévisée (épisode : I Thought They Died Years Ago  Eliane Label)
- 1981 : Chanel solitaire de George Kaczender (Grande Dame)
- 1983 : Marianne, une étoile pour Napoléon, série télévisée (Princesse de Benevent)
- 1983 : Les Cinq Dernières Minutes (épisode Rouge marine) série télévisée de Jean-Pierre Desagnat : (Gertrude Necken)
- 1986 : Coulisses, série télévisée (Sabine Corval)
- 1989 : Les Cinq Dernières Minutes : Les Chérubins ne sont pas des anges de Jean-Pierre Desagnat
- 1990 : Le mari de l'Ambassadeur, série télévisée de François Velle (Nicole, Dr de l'institut Pasteur)

## Théâtre
- 1949 : Jeanne et ses juges de Thierry Maulnier, mise en scène Maurice Cazeneuve, parvis de la cathédrale de Rouen
- 1949 : Le Petit Café de Tristan Bernard, mise en scène Yves Mirande, théâtre Antoine
- 1950 : Harvey de Mary Chase, mise en scène Marcel Achard, théâtre Antoine
- 1951 : Harvey de Mary Chase, mise en scène Marcel Achard, théâtre des Célestins
- 1951 : Vogue la galère de Marcel Aymé, mise en scène Georges Douking, théâtre de la Madeleine
- 1964 : La Preuve par quatre de Félicien Marceau, mise en scène de l'auteur, théâtre de la Michodière
- 1970 : La Nuit des rois de William Shakespeare, mise en scène Jean Meyer, théâtre antique de Fourvière
- 1971 : Lorenzaccio d'Alfred de Musset, mise en scène* Jean Meyer, Odéon antique
- 1972 : Histoire d'un détective de Sidney Kingsley, mise en scène Jean Meyer, théâtre des Célestins
- 1985 : Les Femmes savantes de Molière, mise en scène Jean Meyer, théâtre des Célestins

## Doublage
- 1965 : Opération Tonnerre : Dominique « Domino » Derval (Claudine Auger)